# キリックス豊田ブルファイターズ
豊田ブルファイターズは、かつて存在した愛知県豊田市・日進市をホームタウンとする社会人のアメリカンフットボールチームである。

## チームの歩み
1974年にトヨタ自動車のアメリカンフットボール同好会として発足。1986年日本社会人アメリカンフットボール協会に加盟した。
1995年に社員チームよりクラブチームに移行し、豊田市周辺在住のメンバーで構成される。2012年11月にキリックスグループとスポンサー契約を結んだことにより、現在のチーム名となる
2024年6月28日、選手・スタッフ共に今後活動していけるメンバーが減少した事により、日本社会人アメリカンフットボール協会を退会し、チームも解散した。

## 過去の成績
春季公式戦
| 年度 | トーナメント                  | 順位    |
| ---- | ----------------------------- | ------- |
| 2010 | グリーンボウルJr.トーナメント | 準優勝  |
| 2011 | グリーンボウルJr.トーナメント | 優勝    |
| 2012 | グリーンボウルJr.トーナメント | 優勝    |
| 2013 | グリーンボウルJr.トーナメント | ベスト4 |

秋季リーグ戦
| 年度 | 所属       | 勝 | 敗 | 分 | 順位 | ポストシーズン（入替戦）                    |
| ---- | ---------- | -- | -- | -- | ---- | ------------------------------------------- |
| 2010 | X3ウエスト | 3  | 2  | 0  | 3位  |                                             |
| 2011 | X3ウエスト | 4  | 0  | 1  | 1位  | X2-X3入替戦勝利（対加古川オズナス）、X2昇格 |
| 2012 | X2ウエスト | 2  | 3  | 0  | 4位  |                                             |
| 2013 | X2ウエスト | 3  | 2  | 0  | 3位  |                                             |

## チーム名の変遷
| 期間                | チーム名称                     |
| ------------------- | ------------------------------ |
| 1974年 - 2004年     | トヨタブルファイターズ         |
| 2005年 - 2011年     | 光生トヨタブルファイターズ     |
| 2012年 - 2012年10月 | 豊田ブルファイターズ           |
| 2012年11月 - 2020年 | キリックス豊田ブルファイターズ |
| 2021年 - 解散時     | 豊田ブルファイターズ           |